# Skrajna Krywańska Turnia
Skrajna Krywańska Turnia (słow. Predná Krivánska veža) – wybitna, masywna turnia o wysokości 2048 m n.p.m. znajdująca się w Krywańskiej Grani w słowackiej części Tatr Wysokich. Od Pośredniej Krywańskiej Turni na południu oddzielona jest Skrajną Krywańską Szczerbiną, a od Wielkiej Krywańskiej Strażnicy na północnym zachodzie oddziela ją Maćkowy Przechód. Do doliny Niewcyrki obrywają się ze Skrajnej Krywańskiej Turni potężne skalne ściany. Nad dolną częścią urwisk znajduje się wyraźny zachód, ciągnący się od żlebu Skrajnej Krywańskiej Szczerbiny po żleb opadający z Maćkowego Przechodu. Część wierzchołkowa tworzy charakterystyczną spiczastą turnię ze ścianą czołową. Z niższego, północno-zachodniego wierzchołka (2036 m) opada w stronę Maćkowego Przechodu rozłożysta ściana.
Pierwszego znanego wejścia na Skrajną Krywańską Turnię dokonali Alfred Martin i przewodnik Johann Franz senior 20 września 1907, podczas wspinaczki Krywańską Granią. W latach 1963–1980 w ścianach opadających do Niewcyrki taternicy wytyczyli 7 trudnych na ówczesne czasy (trudności od V- do V+) dróg wspinaczkowych.
Współcześnie wspinaczka w całym masywie Krywania nie jest dozwolona, z wyjątkiem północnej ściany Ramienia Krywania w okresie zimowym (od 21 grudnia do 20 marca).

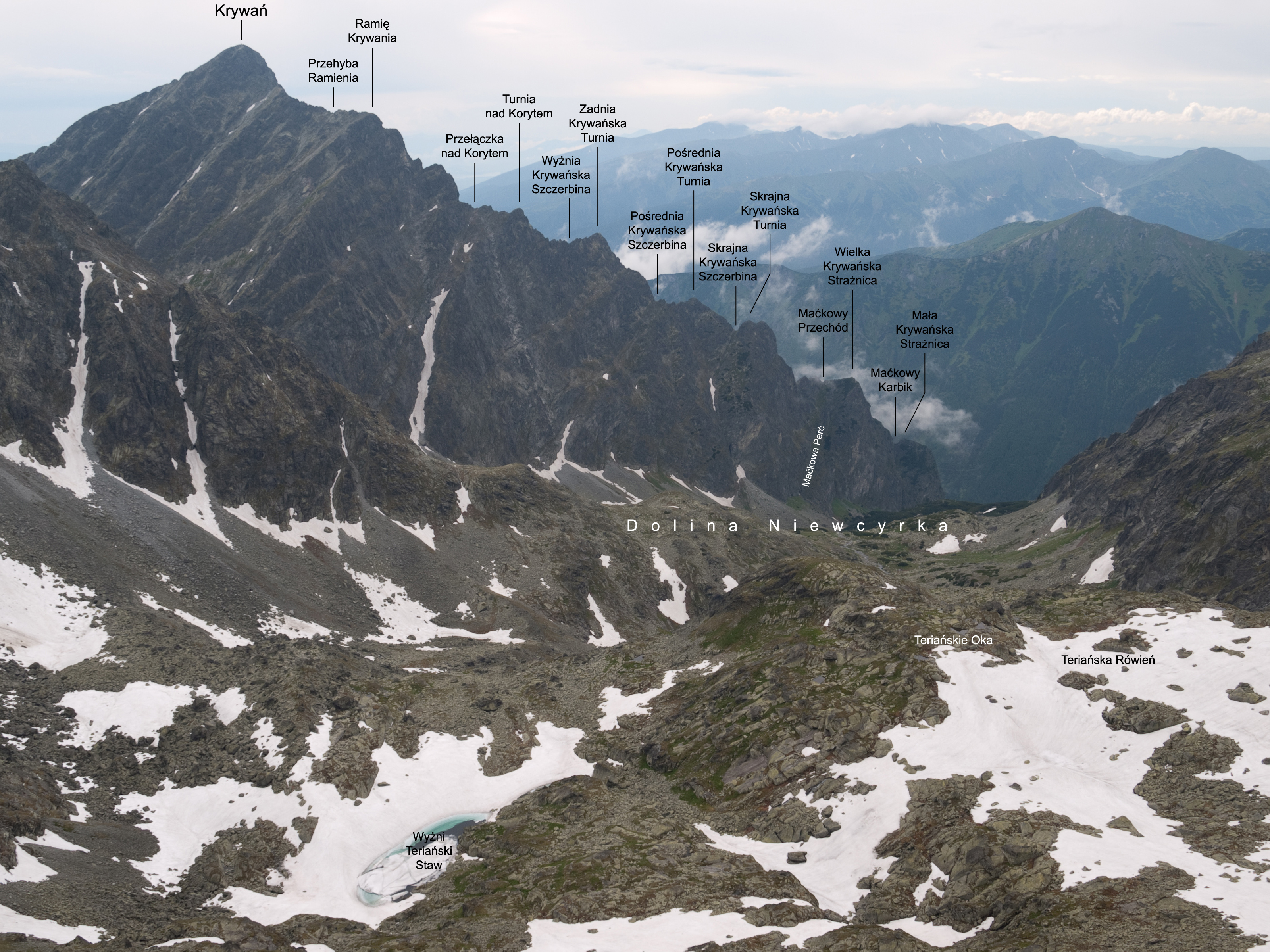
Krywańska Grań – widok z Furkotu